# 萧浞卜
蕭浞卜（？—1031年），辽国官员。契丹人。辽圣宗时北府宰相。浞卜又名锄不里、鉏不、啜不。
蕭菩薩哥的弟弟。萧浞卜娶圣宗女魏国公主耶律巖母菫，封驸马都尉。辽圣宗太平七年（1027年）七月初二日，任北府宰相。辽圣宗驾崩後，辽兴宗即位，钦哀太后摄政，派护卫冯家奴等诬陷他和萧匹敌、圣宗仁德皇后一起谋逆，太平十一年（1031年）六月廿五日，皇太后赐死北府宰相萧浞卜。